# 两河镇 (石泉县)
两河镇，是中华人民共和国陕西省安康市石泉县下辖的一个乡镇级行政单位。

## 行政区划
两河镇下辖以下地区：
新春村、金盆村、迎河村、三义村、中心村、艾心村、高原村、童关村、斩龙村、共和村、兴坪村、龙王村、火地沟村、柏木村、简场村和双河村。